# Qunduz Mirkarimova
Qunduz Mirkarimova (* 8. März 1925, Taschkent; † 11. Juni 2019, Taschkent) war eine sowjetische und usbekische Tänzerin, Ballettkünstlerin, Ballettmeisterin, Choreografin, Pädagogin und Volkskünstlerin der UdSSR.

## Leben
Von 1937 bis 1941 studierte sie an der Usbekischen Republikanischen Ballettschule (seit 1947 die Usbekische Choreografische Schule, heute die Taschkenter Staatliche Hochschule für Nationaltanz und Choreografie)[4]. Im Jahr 1951 schloss sie ihr Studium an der Moskauer Choreografischen Schule am Bolschoi-Theater ab (heute die Moskauer Staatliche Akademie für Choreographie).
Von 1943 bis 1946 war sie Tänzerin am Yangiyoʻl-Theater für Musikdrama und Komödie, von 1946 bis 1949 am Usbekischen Theater für Musikdrama und Komödie im Namen von Mukimi (heute der Staatliche Mukimi-Musiktheater), von 1951 bis 1953 am Staatlichen Opern- und Balletttheater im Namen von A. Navoi (heute das Bolschoi-Theater im Namen von Alisher Navoi), von 1953 bis 1956 an der Staatlichen Philharmonie Usbekistans (alle in Taschkent).
Von 1957 bis 1967 war sie Tänzerin und Ballettrepetitorin, von 1979 bis 1988 war sie künstlerische Leiterin des Staatlichen Ensembles für usbekischen Volkstanz „Bahor“ im Namen von M. Turgunbaeva.
Sie gastierte in vielen Städten der UdSSR und in  Frankreich, Japan, Österreich, Indien, Sudan, Libyen, Ägypten, Marokko, Algerien, Tunesien, Pakistan, Singapur, Malaysia, Saudi-Arabien, Afghanistan, Ungarn, Spanien.
Von 1964 bis 1979 und seit 1988 war sie Pädagogin an der Usbekischen Choreografischen Schule (seit 1996 Professorin).
Unter ihren Schülerinnen sind Mamura Ergasheva, Ugiloy Mukhamedova, Tatiana Fedyayeva, Malika Akhmedova, Zieda Madrakhimova, Dilbar Yunusova, Gulchehra Fazyljanova, Gulnara Saitova, Zebo Amin-zadeh.

## Wirken
Sie führte klassische, nationale und zeitgenössische Tänze auf, darunter «Гайратли киз», «Катта уйин», «Хоразмча ракс», «Уйгурча ракс», «Рохат», «Жонон», «Най навоси», «Бахор тонги», «Танавор», «Занг уйини», «Помирча ракс», «Дилдор», «Гулрух», «Гулноз», «Пилла», «Ларзон».
Als Ballettmeisterin inszenierte sie klassische, nationale und zeitgenössische Tänze, darunter:
- Kompositionen:«Хотира», «Она калби»
- Gruppentänze:«Мустазод», «Занг», «Узбекистон кизлари», «Навруз», «Доира ракси» («Танец дойры»), «Танавор 2», «Танавор 3», «Сийнахирож», «Сурнай навоси», «Эй сарви равон», «Узбек миниатюраси», «Хамса», «Катта бухорча», «Пахта», «Пятерица», «Тошкент занги», «Ферганский танец», «Хорезмский танец», «Бухарский танец», «Бие-ер», «Муножат»
- Solotänze:«Урик гуллаганда», «Горный Бадахшанский», «Жоним пиала».

Die Tänze «Насри сегох», «Савти муножот», «Тог кизи», «Дилхирож», «Урик гуллаганда», «Нурхон», «Уйна, уйна Гулнора» haben einen festen Platz im goldenen Fundus der usbekischen Choreografie.

## Auszeichnungen
- Volkskünstler der Usbekischen SSR (1966)
- Volkskünstler der UdSSR  (1984)
- Orden der Völkerfreundschaft
- Orden «Дустлик» (1997)[4]
- Medaille für hervorragende Arbeit (1951)[5]
- Medal «Шухрат» (1994)[4]
- Preis benannt nach M. Turgunbaeva (1994)[2]